# Convenzione di Barcellona

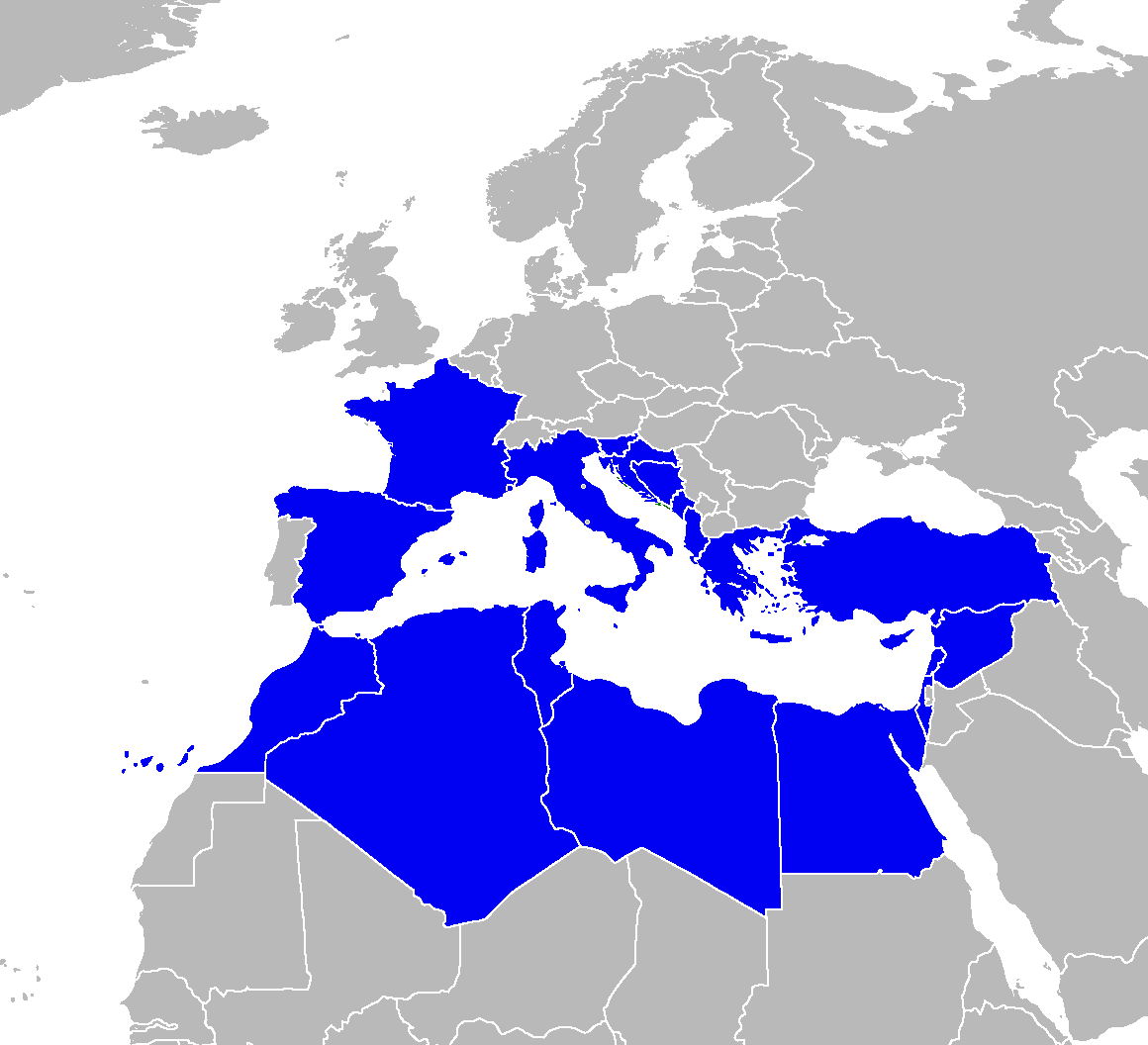
Le Parti della Convenzione di Barcellona.

La Convenzione per la protezione del Mar Mediterraneo dai rischi dell'inquinamento, o Convenzione di Barcellona è lo strumento giuridico e operativo del Piano d'Azione delle Nazioni Unite per il Mediterraneo (MAP). La Convenzione è stata firmata a Barcellona il 16 febbraio 1976 da 16 governi ed è entrata in vigore nel 1978. L'Italia l'ha ratificata il 3 febbraio 1979 con legge 25.1.1979, n. 30.
La Convenzione ha una Unità di Coordinamento (denominata MEDU) che ha sede ad Atene ed opera come Segretariato. Svolge inoltre funzioni di coordinamento con i 6 Centri Regionali d'Attività (RAC), organizza le principali riunioni e gestisce i fondi per il Piano d'Azione del Mediterraneo.
Ad Atene ha sede anche l'ufficio della Convenzione denominato MED POL (Mediterranean Pollution) che non è ufficialmente né un RAC né un ufficio del Segretariato, comunque è responsabile della parte più importante di tutta la Convenzione occupandosi dei protocolli LBS, Hazardous Wastes e Dumping (vedi tabella sotto).

## Obblighi delle Parti Contraenti
I principali obblighi delle Parti contraenti si riferiscono ad azioni precauzionali per prevenire, combattere ed eliminare l'inquinamento dell'area del Mar Mediterraneo e per proteggere e valorizzare l'ambiente marino dell'area.
La Convenzione inoltre invita le Parti a lavorare in maniera congiunta e promuove attività per lo sviluppo sostenibile delle comunità del Mediterraneo.
Le Parti sono richieste di attuare le indicazioni del Piano d'Azione del Mediterraneo, adottare misure per prevenire il degrado ambientale, in special modo in vista di minacce concrete o irreversibili.
La Convenzione, inoltre, promuove attivamente:
- il principio "chi inquina paga",
- l'utilizzo di studi sull'impatto ambientale di attività che abbiano un probabile effetto negativo sull'ambiente marino,
- la cooperazione tra Stati,
- la gestione integrata delle zone costiere, favorendo la protezione di aree di interesse ecologico e paesaggistico e l'utilizzo razionale delle risorse naturali.

Le Parti Contraenti sono inoltre responsabili a rendere operante la Convenzione ed i relativi Protocolli utilizzando le migliori tecniche disponibili e le migliori pratiche ambientali e promuovendo l'applicazione, l'accesso ed il trasferimento di tecnologie ecologicamente compatibili, incluse le tecnologie pulite, tenendo in considerazione le condizioni sociali, economiche e tecnologiche.

## I Protocolli
La Convenzione è attuata principalmente attraverso una serie di protocolli tecnici, presentati nella tabella sottostante.
| Protocollo                                | Campo di attività |
| ----------------------------------------- | --- |
| Dumping                                   | Prevenzione dell'inquinamento dovuto ad operazioni di immersione di navi ed aeronavi                                                                                   |
| Nuovo Protocollo Emergency                | Cooperazione per prevenire l'inquinamento causato da navi e in situazione di emergenza                                                                                 |
| LBS (Land Based Sources)                  | Protezione dall'inquinamento di origine terrestre |
| SPA/BIO                                   | Aree a protezione speciale e Diversità Biologica |
| OffShore                                  | Protezione dall'inquinamento derivante dall'esplorazione dello sfruttamento della piattaforma continentale sottomarino e del sottosuolo (non ancora entrato in vigore) |
| Hazardous wastes                          | Movimentazione transfrontaliera di rifiuti pericolosi e loro smaltimento (non ancora entrato in vigore)                                                                |
| ICZM (Integrated Coastal Zone Management) | Gestione integrata aree costiere (definito da parte delle Parti Contraenti in sede di Conferenza delle Parti ad Almería e firmato a Madrid, Spagna, nel gennaio 2008)  |

## Le Parti Contraenti
Ad oggi i Paesi che hanno ratificato la Convenzione sono 23, ossia Albania, Algeria, Bosnia ed Erzegovina, Croazia, Cipro, Commissione europea, Egitto, Francia, Grecia, Israele, Italia, Libano, Libia, Malta, Monaco, Marocco, Serbia & Montenegro, Slovenia, Spagna, Siria, Tunisia e Turchia.
Diverso e molto più frammentato, è lo stato delle ratifiche dei diversi protocolli.

## I RAC: Centri Regionali di Attività
La Convenzione di Barcellona si avvale della collaborazione di alcuni centri che, pur essendo dei centri nazionali creati e parzialmente finanziati dal paese ospitante, ricoprono un ruolo di supporto alla Convenzione per alcune tematiche specifiche.
Questi centri si chiamano Centri Regionali di Attività o RAC (dall'inglese Regional Activity Centre), alcuni sono responsabili di un Protocollo della Convenzione, altri portano avanti attività in linea con gli obiettivi della Convenzione, altri offrono i loro servizi ai Paesi o ai centri stessi della Convenzione.
| RAC                                                   | Sede                       | Attività prevalente | Indirizzo Internet |
| ----------------------------------------------------- | -------------------------- | --- | ------------------ |
| BP/RAC - Blue Plan                                    | Sophia-Antipolis (Francia) | Relazioni fra ambiente e sviluppo nel Mediterraneo (Sviluppo sostenibile)                                                                   |                    |
| PAP/RAC - Priority Action Plan                        | Spalato (Croazia)          | Sviluppo del Protocollo sulla Gestione integrata della fascia costiera                                                                      |                    |
| SPA/RAC - Specially Protected Areas                   | Tunisi (Tunisia)           | Responsabile per il Protocollo SPA BIO sulle aree protette e la biodiversità                                                                |                    |
| REMPEC - Regional Marine Pollution Emergency Response | Valletta (Malta)           | Responsabile del Protocollo Emergency, lavora per la prevenzione e per la capacità di gestione degli incidenti causa di inquinamento marino |                    |
| INFO/RAC - Information and Communication              | Roma (Italia)              | Servizi informativi e di comunicazione della Convenzione e relativo supporto tecnico                                                        |                    |
| CP/RAC - Clean Production                             | Barcellona (Spagna)        | Supporto tecnico alle Parti ed alle aziende che vogliano promuovere pratiche pulite o con minore impatto inquinante                         |                    |